# Ceratina catamarcensis
Ceratina catamarcensis là một loài Hymenoptera trong họ Apidae. Loài này được Schrottky mô tả khoa học năm 1907.